# Derült égből Polly
A Derült égből Polly (eredeti cím: Along Came Polly) 2004-ben bemutatott amerikai romantikus filmvígjáték, amelyet John Hamburg írt és rendezett. A főbb szerepekben Jennifer Aniston, Ben Stiller, Philip Seymour Hoffman, Debra Messing és Alec Baldwin látható.
Az Amerikai Egyesült Államokban 2004. január 16-án, Magyarországon 2004. március 11-én mutatták be a mozikban.

## Cselekmény
Reuben Feffer New Yorkban dolgozik egy biztosítótársaságnál, és a kockázatelemzésért felelős. A magánéletében is mindig igyekszik elemezni és elkerülni minden kockázatot. Feleségül veszi Lisa Kramert, de a nő már a nászútjuk első napján megcsalja őt Saint-Barthélemy-n a búvároktató Claude-dal. Ennek következtében Reuben megszakítja a nászutat, és egyedül hagyja el a szigetet, míg felesége továbbra is a szigeten marad Claude-dal.
Egy kiállítás megnyitóján Reuben találkozik Polly Prince-szel, aki ott dolgozik pincérnőként, és akit még az iskolából ismer. Néhány találkozás után a lány elviszi őt egy „underground salsa klubba”, és Reuben féltékeny lesz, amikor Polly az ismerősével, Javierrel táncol, de ez eloszlik, amikor megtudja, hogy Javier meleg. Később Pollyt csónakázni viszi Lelanddel, egy ügyféllel, akinek kockázatelemzést kell készítenie. Eközben Polly véletlenül talál egy elemzést a férfi számítógépén a Pollyval és Lisával való kapcsolat kockázatáról, ami feldühíti őt. El akar költözni, és repülőjegyet foglal, mert nem akarja Reubent többé látni.
Közben Lisa szakított Claude-dal, és szintén visszatért a szigetről. Vissza akar menni Rubenhez, de a férfi nem hajlandó kibékülni. Amikor Polly a repülőtérre tart, Reuben megállítja. A férfi azzal bizonyítja be a lánynak, hogy nem is olyan konzervatív és kockázatkerülő, mint azt a lány gondolja, hogy az utcán eszik mogyorót.
A végén a kibékült Reuben és Polly ugyanazon a strandon látható, ahol Reuben és Lisa a nászútjukon voltak, és ahol Lisa találkozott későbbi szerelmével, Claude-dal. Claude ismét búvárleckéket ajánl nekik, ahogy korábban Reubennek és Lisának is, de Reuben ezúttal visszautasítja az ajánlatot. Együtt töltik a vakációt, és Polly az utóbbi időben már kevésbé idegenkedik a házasság és a gyermekvállalás gondolatától.

## Szereplők
| Szereplő       | Színész                | Magyar hang         |
| -------------- | ---------------------- | ------------------- |
| Polly Prince   | Jennifer Aniston       | Kökényessy Ági      |
| Reuben Feffer  | Ben Stiller            | Kálloy Molnár Péter |
| Sandy Lyle     | Philip Seymour Hoffman | Kerekes József      |
| Lisa Kramer    | Debra Messing          | Gubás Gabi          |
| Stan Indursky  | Alec Baldwin           | Csankó Zoltán       |
| Claude         | Hank Azaria            | Jakab Csaba         |
| Leland Van Lew | Bryan Brown            | Reviczky Gábor      |
| Javier         | Jsu Garcia             | Barabás Kiss Zoltán |
| Irving Feffer  | Bob Dishy              | Dobránszky Zoltán   |

## Fordítás
- Ez a szócikk részben vagy egészben  a(z)   … und dann kam Polly című német Wikipédia-szócikk fordításán alapul.  Az eredeti cikk szerkesztőit annak laptörténete sorolja fel. Ez a jelzés csupán a megfogalmazás eredetét és a szerzői jogokat jelzi, nem szolgál a cikkben szereplő információk forrásmegjelöléseként.